# Réquiem (Verdi)

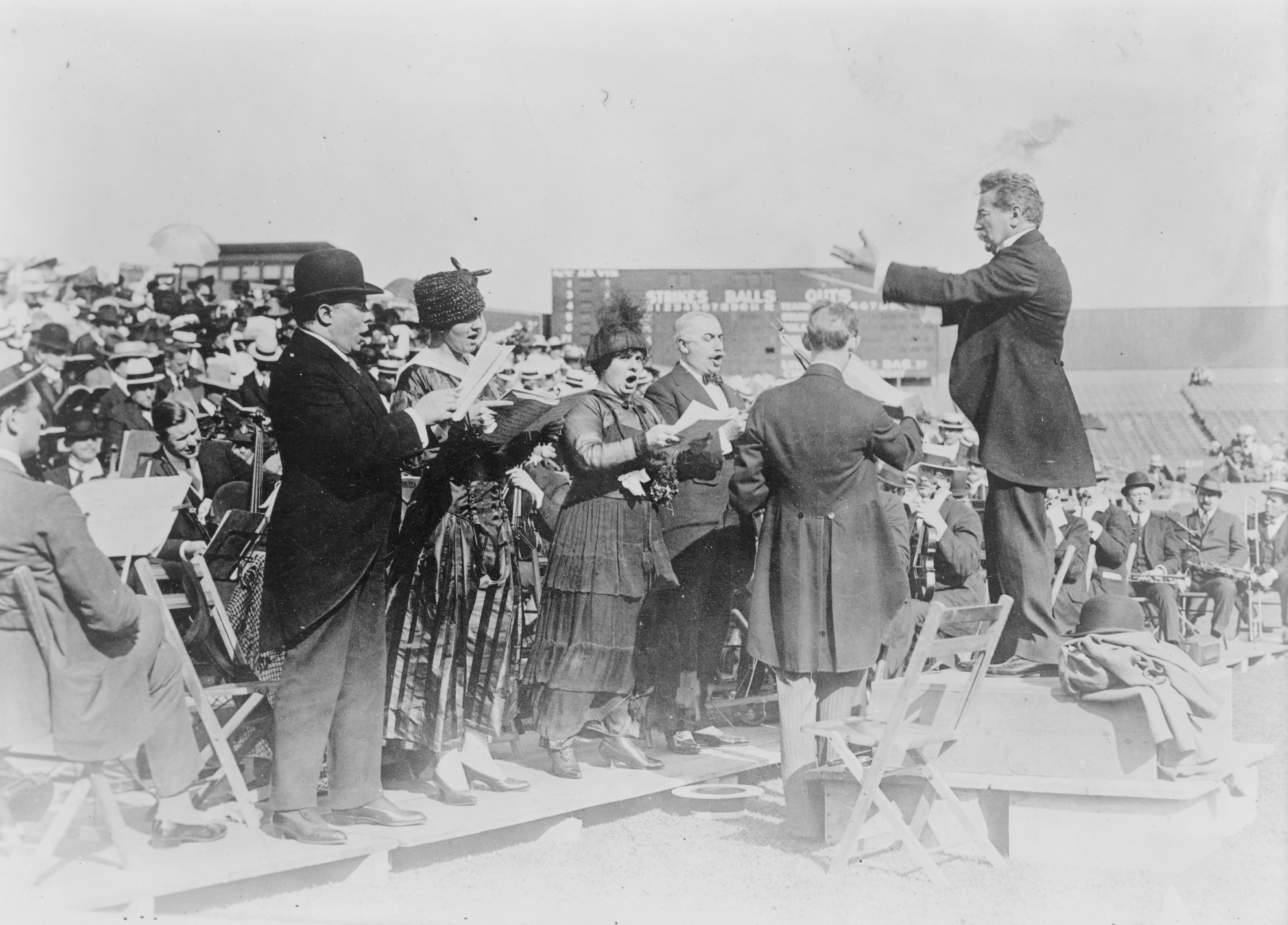
Interpretación del Requiem de Verdi en el Polo Grounds de Nueva York, 1916.

La Misa de Réquiem es una composición sacra de Giuseppe Verdi de 1874 para coro, voces solistas y orquesta. Requiem proviene de la primera palabra del texto, que comienza con Requiem aeternam dona eis, Domine, es decir, "Dales el descanso eterno, Señor".

## Origen

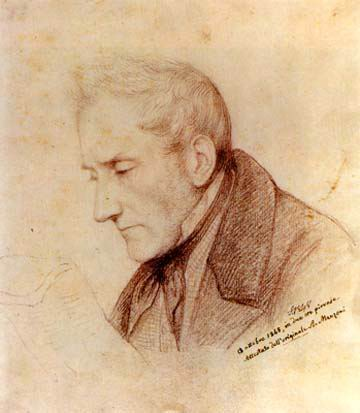
Alessandro Manzoni, en cuyo honor se compuso el Requiem.

Tras el éxito de Aida (1871), Verdi se retiró durante un largo período  de la composición operística, hasta 1887, con Otello. No se abstuvo, sin embargo, de componer otro tipo de obras y la más importante de este período es la Misa de Requiem (a veces, llamada simplemente Requiem). 
De hecho, pensaba desde hace algún tiempo componer un réquiem en colaboración con otros compositores, como un homenaje a Rossini después de su muerte en 1868 (obra conocida como la Misa para Rossini, del que Verdi compuso el Libera me Domine).
Verdi quedó muy impresionado por la muerte de su compatriota Alessandro Manzoni, que se produjo en 1873. Manzoni, como Verdi, estaba muy comprometido con la unidad de Italia llevada a cabo unos años antes, y compartía con él los valores típicos del Risorgimento, la justicia y la libertad. Su muerte, por lo tanto, supuso una oportunidad para hacer realidad el viejo proyecto de componer esta vez toda la misa, algo a lo que daba Verdi vueltas desde un encuentro anterior entre ambos, en Milán.
El Libera me Domine lo obtuvo de la Misa para Rossini. El réquiem de Verdi se ofreció a la ciudad de Milán, y se representó en el primer aniversario de la muerte de Manzoni, el 22 de mayo de 1874, en la iglesia de San Marcos de Milán. El éxito fue enorme, y la fama de la composición superó las fronteras nacionales. 
En 1875, Verdi hizo una revisión de la sección denominada Liber scriptus.[cita requerida]

## Estructura

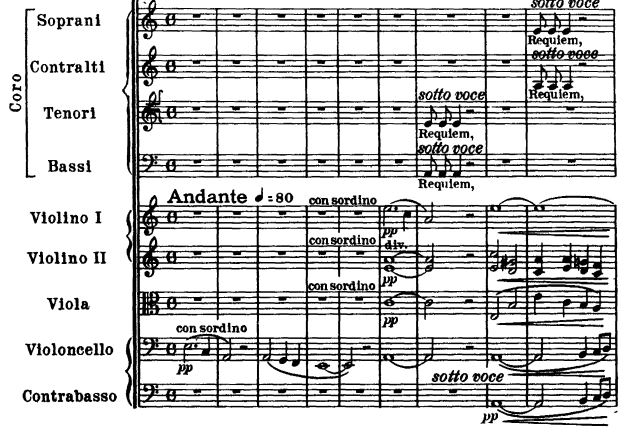
Comienzo de la obra.

Una interpretación estándar del Réquiem comprende una hora y 25 minutos. La obra se estructura en siete movimientos, de diferente duración:
- Requiem y Kyrie (cuarteto solista, coro)
- Dies Irae
  - Dies Irae (estribillo)
  - Tuba mirum (bajo)
  - Mors stupebit (bajo y coros)
  - Liber scriptus (mezzo-soprano, coro)
  - Quid sum miser (soprano, mezzo-soprano, tenor)
  - Rex tremendae (solistas, coro)
  - Recordare (soprano, mezzo-soprano)
  - Ingemisco (tenor)
  - Confutatis (bajo, coros)
  - Lacrimosa (solistas, coro)
- Domine Jesu (Offertorium) (solistas)
- Sanctus (doble coro)
- Agnus Dei (soprano, mezzo-soprano, coro)
- Lux aeterna (mezzo-soprano, tenor, bajo)
- Libera me (soprano, coro)

## Grabaciones históricas
Hay dos grabaciones de la Misa de Requiem, de Verdi, dirigidas por Arturo Toscanini: 
- En la primera (en vivo) del 27 de mayo de 1938, en Londres, con la Orquesta Sinfónica de la BBC, los artistas intérpretes fueron:
  - Zinka Milanov (soprano),
  - Kerstin Thorborg (mezzo-soprano),
  - Helge Rosvaenge (tenor),
  - Nicola Moscona (bajo);

- En la segunda (en estudio), el 27 de enero de 1951, en Nueva York, con la Orquesta Sinfónica de la NBC, los artistas intérpretes fueron:
  - Herva Nelli (soprano),
  - Fedora Barbieri (mezzo-soprano),
  - Giuseppe Di Stefano (tenor),
  - Cesare Siepi (bajo).

- Existe en estudio una grabación de Tullio Serafin, con el siguiente reparto:
  - Maria Caniglia
  - Ebe Stignani
  - Beniamino Gigli
  - Ezio Pinza
  - Coro y orquesta del Teatro dell'Opera di Roma Maestro del coro: Giuseppe Conca.
  - Grabado en agosto de 1939, en el Teatro dell'Opera.

- La versión del director Herbert von Karajan, del año 1967, con el siguiente reparto:
  - Leontyne Price
  - Luciano Pavarotti
  - Fiorenza Cossotto
  - Nikolai Ghiaurov
  - Coro del Teatro alla Scala de Milán

- De las más recientes, está la del director Claudio Abbado, del 2001:
  - Roberto Alagna
  - Angela Gheorghiu
  - Daniela Barcellona
  - Julian Konstantinov
  - Filarmónica de Berlín